# Fontanário Público de Aljezur
O Fontanário Público de Aljezur é uma estrutura na vila de Aljezur, na região do Algarve, em Portugal. 

## Descrição e história
O fontanário situa-se num largo na Rua da Ladeira, no centro histórico de Aljezur, formando um miradouro sobre a zona ribeirinha e o novo núcleo urbano de Aljezur.
Integra-se no estilo modernista, sendo composto por vários volumes geométricos contrapostos, com duas bacias sobrepostas e escalonadas em forma de meia-laranja na parte inferior, e um espaldar recto com uma base de forma tronco-piramidal, onde foram esculpidos vários sulcos na horizontal e vertical, de forma a parecer uma obra de cantaria. O embasamento é formado por lages em pedra, organizadas em forma de meia-laranja. Embora a estrutura não possua grande relevância do ponto de vista decorativo ou arquitectónico, destaca-se como um símbolo do processo de fornecimento de água de qualidade à população de Aljezur, que anteriormente tinha de se abastecer de outras formas, nomeadamente a ribeira. A presença do chafariz fez com o largo se tenha afirmado como um ponto de reunião dos habitantes, onde se fazia o convívio entre várias gerações, sendo igualmente utilizado para a divulgação de histórias e notícias.
Foi construído no século XX, pela Câmara Municipal de Aljezur.